# Linhenykus
Linhenykus is een geslacht van theropode dinosauriërs, behorend tot de groep van de Maniraptora, dat tijdens het late Krijt leefde in het gebied van de huidige Volksrepubliek China.

## Naamgeving en vondst
De typesoort Linhenykus monodactylus is in 2011 benoemd en beschreven door Xu Xing, Corwin Sullivan, Michael Pittman, Jonah Choiniere, David Hone, Paul Upchurch, Tan Qingwei, Xiao Dong, Lin Tan en Han Fenglu. De geslachtsnaam is afgeleid van het stadje Linhe in Binnen-Mongolië en verbindt dit met een verbasterd Grieks onyx, "klauw", een achtervoegsel dat sinds Mononykus gebruikelijk is geworden in de naamgeving van alvarezsauriden. De soortaanduiding is afgeleid van het Grieks monos, "een~", en daktylos, "vinger", een verwijzing naar het aantal vingers aan de hand.

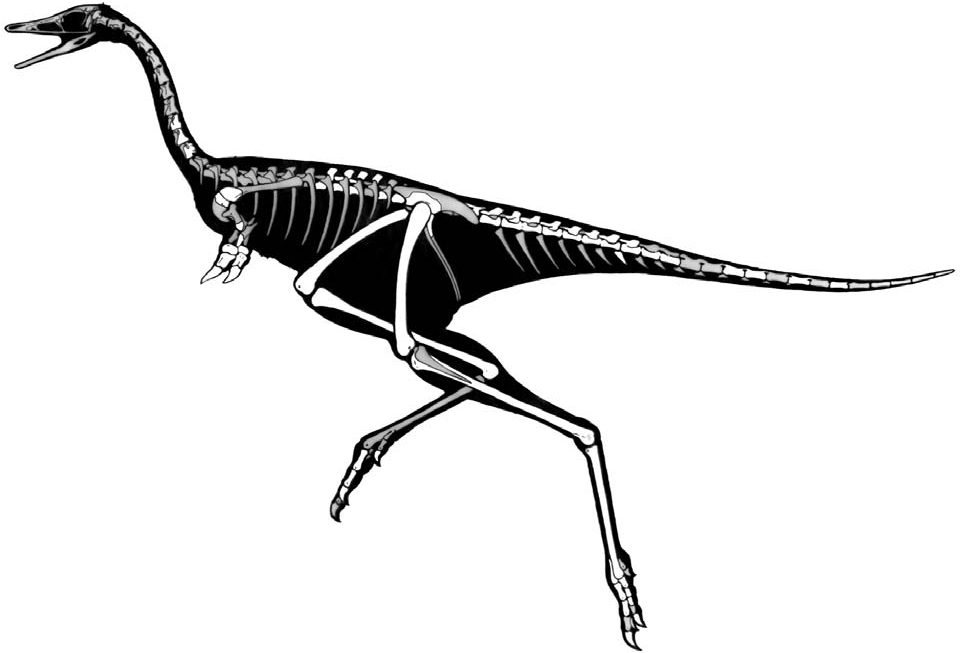
Een diagram met de bewaarde delen van het skelet in wit

Het fossiel, holotype IVPP V17608, een gedeeltelijk skelet, is op 14 augustus 2008 door Choiniere en Pittman gevonden in de Wulansuhaiformatie die dateert uit het vroege Campanien, ongeveer 83 miljoen jaar oud. Op 18 augustus werden nog wat botten veiliggesteld. Het bestaat uit een gedeeltelijk skelet zonder schedel. Het omvat vier halswervels, drie ruggenwervels, vijf sacrale wervels, dertien staartwervels, een chevron, een stuk linkerschoudergordel, een borstbeen, de onderkant van een rechteropperarmbeen, de onderkant van een linkerellepijp, een radiale uit de linkerpols, het tweede linkermiddenhandsbeen, het derde linkermiddenhandsbeen, de tweede linkervinger, een stuk van het tweede rechtermiddenhandsbeen, het eerste en tweede kootje van de tweede rechtervinger, het linkerdarmbeen, de bovenkant van het linkerschaambeen, beide dijbeenderen, beide scheenbeenderen, beide sprongbeenderen met hielbeenderen, de complete linkermiddenvoet, het uiteinde van het vierde middenvoetsbeen en alle linkertenen minus het vierde en vijfde kootje van de vierde linkerteen. Het betreft een jongvolwassen exemplaar.
In 2013 werd het skelet meer in detail beschreven.

## Beschrijving

### Grootte en onderscheidende kenmerken
Linhenykus is een klein dier met een lengte van zo'n zestig à zeventig centimeter; het gewicht werd vergeleken met dat van een papegaai en geschat op 450 gram.
De beschrijvers wisten enkele onderscheidende kenmerken vast te stellen. Het tweede middenhandsbeen is overdwars afgeplat en mist een gewrichtsvlak aan de zijde van de vingers. Iedere halswervel heeft een groeve over de volle lengte van de onderkant. Bij iedere halswervel lopen er richels van de diapofyse naar de bovenste achterrand van het wervellichaam. De middelste halswervels hebben zeer zwak ontwikkelde richelvormige epipofysen op de achterste gewrichtsuitsteeksels. De middelste ruggenwervels hebben grote pleurocoelen. De voorste staartwervels zijn amfiplat en hebben doornuitsteeksels die volledig achter de achterrand van het voetstuk van de wervelboog zijn gelegen.

### Skelet
De hand is gereduceerd tot een enkele functionele vinger die een grote klauw draagt en die wellicht gebruikt werd om te graven of bast van bomen te trekken op zoek naar insecten. De eerste vinger is volledig verdwenen. Van de derde is alleen nog een gereduceerd middenhandsbeen over, 5,1 millimeter lang. De grote vinger, de tweede, heeft nog twee kootjes, respectievelijk 11,9 en 15,9 millimeter lang, en is juist verbreed. Behalve de hand toont ook de onderarm extreme reducties en is teruggebracht tot een rudimentair orgaan zodat de, vergeleken met verwanten niet al te enorme, klauw vrijwel direct uit de rompveren moet hebben gestoken. Bij geen enkele verwant is een dergelijk sterke reductie van de hand bekend en Linhenykus is de enige bekende dinosauriër buiten de vogels die maar één functionele vinger heeft. De achterpoten zijn erg vogelachtig en verlengd. het dijbeen is zeven centimeter lang, het scheenbeen 97,5 millimeter en de voet voegt daar nog een acht centimeter aan toe.

## Fylogenie
Linhenykus is door de beschrijvers toegewezen aan de Alvarezsauridae. Daarbinnen zou het volgens een exacte cladistische analyse een lid geweest zijn van de Parvicursorinae, de meest basale bekende soort in die groep, in de ruime definitie van de klade.